# Oftringen
Oftringen (gsw. Oftrige) – gmina (niem. Einwohnergemeinde) w Szwajcarii, w kantonie Argowia, w okręgu Zofingen. Liczy 14 455 mieszkańców (31 grudnia 2020). Leży nad rzeką Wigger.